# 側帶樸麗魚
側帶樸麗魚為輻鰭魚綱鱸形目隆頭魚亞目慈鯛科的其中一種，被IUCN列為極危保育類動物，分布於非洲Kyoga湖流域，體長可達11公分，棲息在中底層水域，生活習性不明。

## 擴展閱讀
維基物種上的相關：側帶樸麗魚